# Grafschaft Fézensac

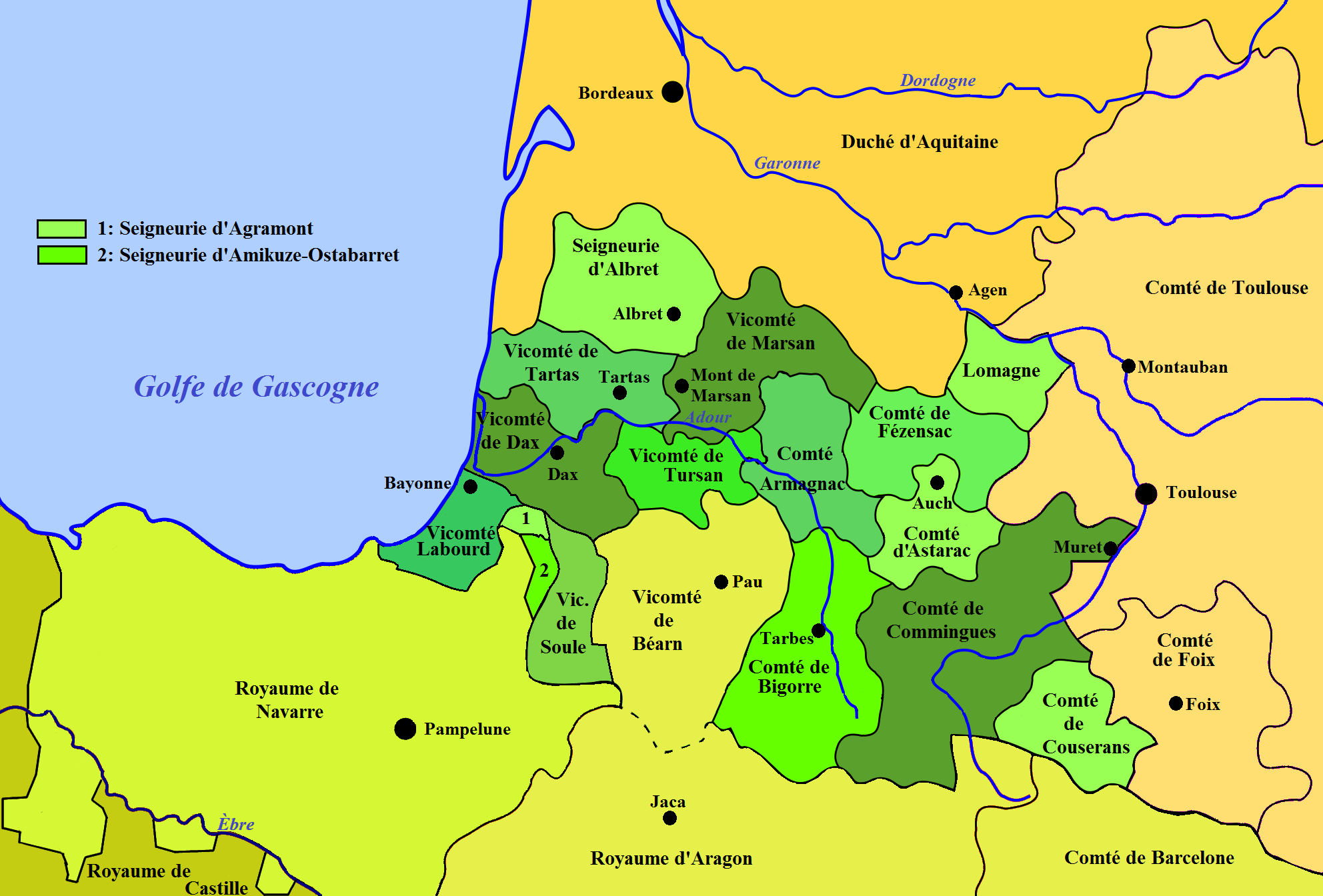
Lage der Grafschaft Fézensac (oben rechts, grün) im Herzogtum Gascogne (um 1150). Westlich davon die im 9. Jahrhundert ausgegliederte Grafschaft Armagnac.

Die Grafschaft Fézensac wurde von Karl dem Großen eingerichtet, um der militärischen Herausforderung durch die Basken zu begegnen. Der Hauptort war Vic-Fezensac.
Einer der karolingischen Grafen war Leuthard von Paris († 809), jüngerer Sohn des Grafen Gerhard aus dem Haus der Matfriede. Permanente Aufstände (789, 813, 816, 824) zermürbten die karolingische Herrschaft so sehr, dass Fézensac bereits 836 wieder in baskischer Hand war. Inmitten anarchischer Zustände wurde die Grafschaft unter Sancho I. Mitarra dann ab 872 die Keimzelle des Königreichs Gascogne.
Einige Generationen später, nach dem Tod des Garcia II. genannt „der Krumme“, Herzog der Gascogne seit 893, im Jahr 920, wurden die Besitzungen zwischen seinen Söhnen geteilt: Sancho III. bekam den Großteil der Gascogne, seine Brüder Astarac bzw. Fézensac.
Wilhelm Garcia, der Graf von Fézensac aus dem Haus Gascogne, teilte die Herrschaft erneut: sein älterer Sohn Othon erhielt die Grafschaft Fézensac, sein jüngerer, Bernard le Louche, die Grafschaft Armagnac. Im Jahr 1140 vereinigte Graf Géraud III. Armagnac und Fézensac vorübergehend wieder, nachdem seine Frau Alaline ohne Erben aus ihrer ersten Ehe gestorben war. 

## Grafen von Fézensac
- 926–960 Wilhelm Garcia
- 960–985 Othon Sohn
- 985–1020 Bernard Othon Sohn
- 1020–1032 Aymeric I. Sohn
- 1032–1064 Wilhelm Astanove I. Sohn
- 1064–1103 Aymeric II. Sohn
- 1103–1140 Astanove II. Sohn

Die Heirat von Azaline, Tochter und Erbin Astanoves II., mit ihrem Verwandten Graf Géraud III. von Armagnac und der kinderlose Tod ihrer Tochter, Beatrix von Béarn, aus erster Ehe 1114 stellte die Einheit der beiden Grafschaften wieder her. Zusammen wurden sie 1589 durch König Heinrich IV. von Frankreich mit der Krondomäne vereint.
Ein im Jahr 1070 verstorbener Raymond Aimeric von Fézensac, jüngerer Sohn von Aymeric I., soll einer Familienüberlieferung nach die Burg Montesquiou erbaut haben und der Ahnherr des später berühmten Adelsgeschlechts der Montesquiou gewesen sein. 1777 gestattete daher König Ludwig XVI. der Familie, den Doppelnamen Montesquiou-Fézensac zu führen. 